# Cleora kobeensis
Cleora kobeensis là một loài bướm đêm trong họ Geometridae.